# Бебрах
Бебрах (њем. Böbrach) општина је у њемачкој савезној држави Баварска. Једно је од 24 општинска средишта округа Реген. Према процјени из 2010. у општини је живјело 1.628 становника. Посједује регионалну шифру (AGS) 9276118.

## Географски и демографски подаци
Бебрах се налази у савезној држави Баварска у округу Реген. Општина се налази на надморској висини од 576 метара. Површина општине износи 27,6 km².

## Становништво
У самом мјесту је, према процјени из 2010. године, живјело 1.628 становника. Просјечна густина становништва износи 59 становника/km².